# Bezirk Leipzig

Länet Leipzigs läge i DDR.

Bezirk Leipzig var ett län (tyska: Bezirk) i Östtyskland med Leipzig som huvudort. Länet hade en area av 4 966 km² och 1 360 900 invånare (1989).

## Historia
Bezirk Leipzig grundades tillsammans med övriga 13 distrikt den 25 juli 1952 och ersatte då de tidigare tyska delstaterna i Östtyskland. Efter den tyska återföreningen (1990) avvecklades länet och området kom till den nyskapade förbundslandet Sachsen.

## Administrativ indelning
Länet Leipzig delades in i en stadskrets (staden Leipzig) och tolv distrikt/kretsar (tyska: Kreise).

### Distrikt i Bezirk Leipzig
| Distrikt (Kreis)   | Huvudort  |
| Kreis Altenburg    | Altenburg |
| Kreis Borna        | Borna     |
| Kreis Delitzsch    | Delitzsch |
| Kreis Döbeln       | Döbeln    |
| Kreis Eilenburg    | Eilenburg |
| Kreis Geithain     | Geithain  |
| Kreis Grimma       | Grimma    |
| Kreis Leipzig-Land | Leipzig   |
| Kreis Oschatz      | Oschatz   |
| Kreis Schmölln     | Schmölln  |
| Kreis Torgau       | Torgau    |
| Kreis Wurzen       | Wurzen    |